# خوره‌های بیلیارد
خوره‌های بیلیارد (به انگلیسی: Poolhall Junkies) یک کمدی درام دلهره‌آور محصول سال ۲۰۰۲ است. فیلمنامۀ این فیلم نوشتۀ مشترکی از مارز کالاهان و کریس کورسو است. کالاهان علاوه بر نویسندگی فیلمنامه، بازیگری و کارگردانی این فیلم را نیز به عهده داشته است. داستان فیلم به زندگی بیلیاردباز با استعدادی به نام جانی دویل می‌پردازد که با مربی سابقش درگیر مشکلاتی می‌شود.
در این فیلم چاز پالمینتری، راد استایگر، مایکل روزنبام، ریک شرودر، آلیسون ایستوود و کریستوفر واکن نیز حضور دارند. فیلم از سوی منتقدان نقدهای منفی دریافت کرده است.

## داستان
فیلم در اغلب سکانس‌ها در سالن بیلیاردی به مدیریت نیک (راد استایگر) جریان دارد. جانی (مارز کالاهان) شیفتۀ دنیای بیلیارد است و می‌تواند آیندۀ درخشانی داشته باشد اما مربی و پشتیبان مالی او جو (چاز پالمینتری) او را به عنوان یک قمارباز تربیت می‌کند و او است که تصمیم می‌گیرد جانی چگونه و با چه کسی بازی کند. وقتی جانی متوجه می‌شود جو در موقعیت‌های مختلف جلوی پیشرفت او را گرفته او را ترک می‌کند. اما آشناییش با مایک (کریستوفر واکن)، وکیلی تازه بازنشسته و ثروتمند، و انتقامجویی جو باعث می‌شود دوباره به سالن بیلیارد برگردد.

## بازیگران
- مارز کالاهان در نقش جانی دویل
- چاز پالمینتری در نقش جو
- راد استایگر در نقش نیک
- مایکل روزنبام در نقش دنی دویل
- ریک شرودر در نقش براد
- آلیسون ایستوود در نقش تارا
- کریستوفر واکن در نقش مایک
- مایک مسی در نقش سنت لویی لویی
- ریچارد پورتنو در نقش توپی جی
- کریس کورسو در نقش پزشک ضمن خدمت
- رابرت لبلانک در نقش بازکن حرفه‌ای
- چارلی ترل در نقش نوازنده گیتار در گروه موسیقی دنی
- ارنی ریس جونیور در نقش تانگ
- گلن پلامر در نقش چیکو
- آنسون مانت در نقش کریس
- فیلیپ گلاسر در نقش مکس

## روند تولید
فیلم در سالت لیک سیتی ، یوتا فیلمبرداری شده است و ارجاعاتی به سالت لیک ولی دارد و در یکی از صحنه‌ها عبادتگاه سالت لیک در پس‌زمینه دیده می‌شود.

آلیسون ایستوود ایفاگر نقش تارا

در هیچکدام از صحنه‌های بازی بیلیارد از هیچ ترفند سینمایی خاصی استفاده نشده است و بسیاری از نماهای ویژۀ فیلم اجرای رابرت لبلانک، بازکن حرفه‌ای بیلیارد است. مایک مسی، از دیگر بازیکنان سرشناس این ورزش نیز در نقش لویی در این فیلم حضوری کوتاه دارد.
کریستوفر واکن در سکانسی که مقابل رییس برادرزاده‌اش بازی می‌کند و قرار بر این است که توپی را در موقعیتی دشوار به حفره بیندازد، پیشنهاد می‌دهد دوربین‌ها در ضربۀ آزمایشی روشن باشند، سپس ضربه می‌زند و توپ با همین اولین ضربه و برداشت آزمایشی روانه‌ی حفره می‌شود.

## بازخورد
فیلم عمدتاً نقدهای منفی از منتقدان دریافت کرده است: در وبسایت نقد فیلم راتن تومیتوز ۴۳ نقد از این فیلم وجود دارد و امتیاز آن ۳۳ درصد ثبت شده است.